# Heteroconis dahli
Heteroconis dahli är en insektsart som beskrevs av Günther Enderlein 1906. Heteroconis dahli ingår i släktet Heteroconis och familjen vaxsländor. Inga underarter finns listade i Catalogue of Life.